# Patricia French
Patricia French (...) è un'attrice e doppiatrice statunitense.
È nota soprattutto per il suo ruolo di doppiatrice nella serie animata Squidbillies.

## Filmografia

### Attrice

#### Cinema
- Difesa ad oltranza (Last Dance), regia di Bruce Beresford (1996)
- World Traveler, regia di Bart Freundlich (2001)
- Dark Remains, regia di Brian Avenet-Bradley (2005)
- Psychopathia Sexualis, regia di Bret Wood (2006)
- Good Intentions, regia di Jim Issa (2010)
- Tre all'improvviso (Life As We Know It), regia di Greg Berlanti (2010)
- Libera uscita (Hall Pass), regia di Peter e Bobby Farrelly (2011)
- Cambio vita (The Change-Up), regia di David Dobkin (2011)
- Amicizia a rischio, regia di Artie Mandelberg (2011)
- Footloose, regia di Craig Brewer (2011)
- Nudi e felici (Wanderlust), regia di David Wain (2012)
- I tre marmittoni (The Three Stooges), regia di Peter e Bobby Farrelly (2012)
- Vicini del terzo tipo (The Watch), regia di Akiva Schaffer (2012)
- Di nuovo in gioco (Trouble with the Curve), regia di Robert Lorenz (2012)
- Parental Guidance, regia di Andy Fickman (2012)
- The East, regia di Zal Batmanglij (2013)
- Grace Unplugged, regia di Brad J. Silverman (2013)
- Anchorman 2 - Fotti la notizia (Anchorman 2: The Legend Continues), regia di Adam McKay (2013)
- Bastardi in divisa (Let's Be Cops), regia di Luke Greenfield (2014)
- Scemo & + scemo 2 (Dumb and Dumber To), regia di Peter e Bobby Farrelly (2014)
- The Front Runner, regia di Jason Reitman (2018)
- Stuber - Autista d'assalto (Stuber), regia di Michael Dowse (2019)
- Poms, regia di Zara Hayes (2019)
- The Estate, regia di Dean Craig (2022)

#### Televisione
- Going to California - serie TV, 1 episodio (2001)
- A me gli occhi... (Now You See It...) - film TV (2005)
- Army Wives - Conflitti del cuore (Army Wives) - serie TV, 15 episodi (2007-2008)
- Il mio finto fidanzato (My Fake Fiancé) - film TV (2009)
- My Parents, My Sister & Me - serie TV, 1 episodio (2010)
- Un principe in giacca e cravatta (Beauty & the Briefcase) - film TV (2010)
- Partners - film TV (2011)
- True Detective - serie TV, 1 episodio (2014)
- Todd and Anne - film TV (2014)
- Your Pretty Face Is Going to Hell - serie TV, 1 episodio (2015)
- South of Hell - serie TV, 1 episodio (2015)
- Too Close to Home - serie TV, 4 episodi (2016)
- The Inspectors - serie TV, 1 episodio (2016)
- Halt and Catch Fire - serie TV, 1 episodio (2017)
- The Resident - serie TV, 2 episodi (2018)
- Bobcat Goldthwait's Misfits & Monsters - serie TV, 1 episodio (2018)
- Greenleaf - serie TV, 1 episodio (2018)
- The Act - serie TV, 2 episodi (2019)
- The Good Lord Bird - La storia di John Brown (The Good Lord Bird) – miniserie TV, 1 puntata (2020)
- Ozark - serie TV, 1 episodio (2022)
- The Thing About Pam - serie TV, 6 episodi (2022)
- Florida Man - serie TV, 6 episodi (2022)

#### Cortometraggi
- Vineyard, regia di Clint Rauscher (2004)

### Doppiatrice
- Squidbillies - serie animata, 38 episodi (2005-2021)
- Sealab 2021 - serie animata, 1 episodio (2005)
- BetterKidsTV, regia di Tony Grillo (2010)

## Doppiatrici italiane
Nelle versioni in italiano dei suoi lavori, Patricia French è stata doppiata da:
- Graziella Polesinanti in Scemo & + scemo 2, Vicini del terzo tipo, The Estate
- Cristina Dian in Army Wives - Conflitti del cuore
- Serena Verdirosi in True Detective
- Valeria Perilli in The Good Lord Bird - La storia di John Brown
- Anna Rita Pasanisi in Tre all'improvviso
- Stefania Romagnoli in Stuber - Autista d'assalto

## Premi e riconoscimenti

### Milledgeville-Eatonton Film Festival
- 2015 - Miglior attrice di supporto per Todd and Anne

### Indie Gathering International Film Festival
- 2015 - Miglior attrice di supporto per Todd and Anne